# Haut-de-Bosdarros
Haut-de-Bosdarros település Franciaországban, Pyrénées-Atlantiques megyében. Lakosainak száma 325 fő (2022. január 1.). Haut-de-Bosdarros Arros-de-Nay, Bosdarros, Bruges-Capbis-Mifaget, Lys és Sévignacq-Meyracq községekkel határos.

## Népesség
A település népességének változása:
| Lakosok száma | 311  | 320  | 326  | 335  | 346  | 350  | 341  | 333  | 325  |
|               | 2013 | 2015 | 2016 | 2017 | 2018 | 2019 | 2020 | 2021 | 2022 |